# ناحیه داروین، شهرستان کلارک، ایلینوی
ناحیه داروین، شهرستان کلارک، ایلینوی (به انگلیسی: Darwin Township) یک منطقهٔ مسکونی در ایالات متحده آمریکا است که در شهرستان کلارک، ایلینوی واقع شده‌است. ناحیه داروین ۳۴۲ نفر جمعیت دارد و ۱۵۹ متر بالاتر از سطح دریا واقع شده‌است.